# León de San Marcos

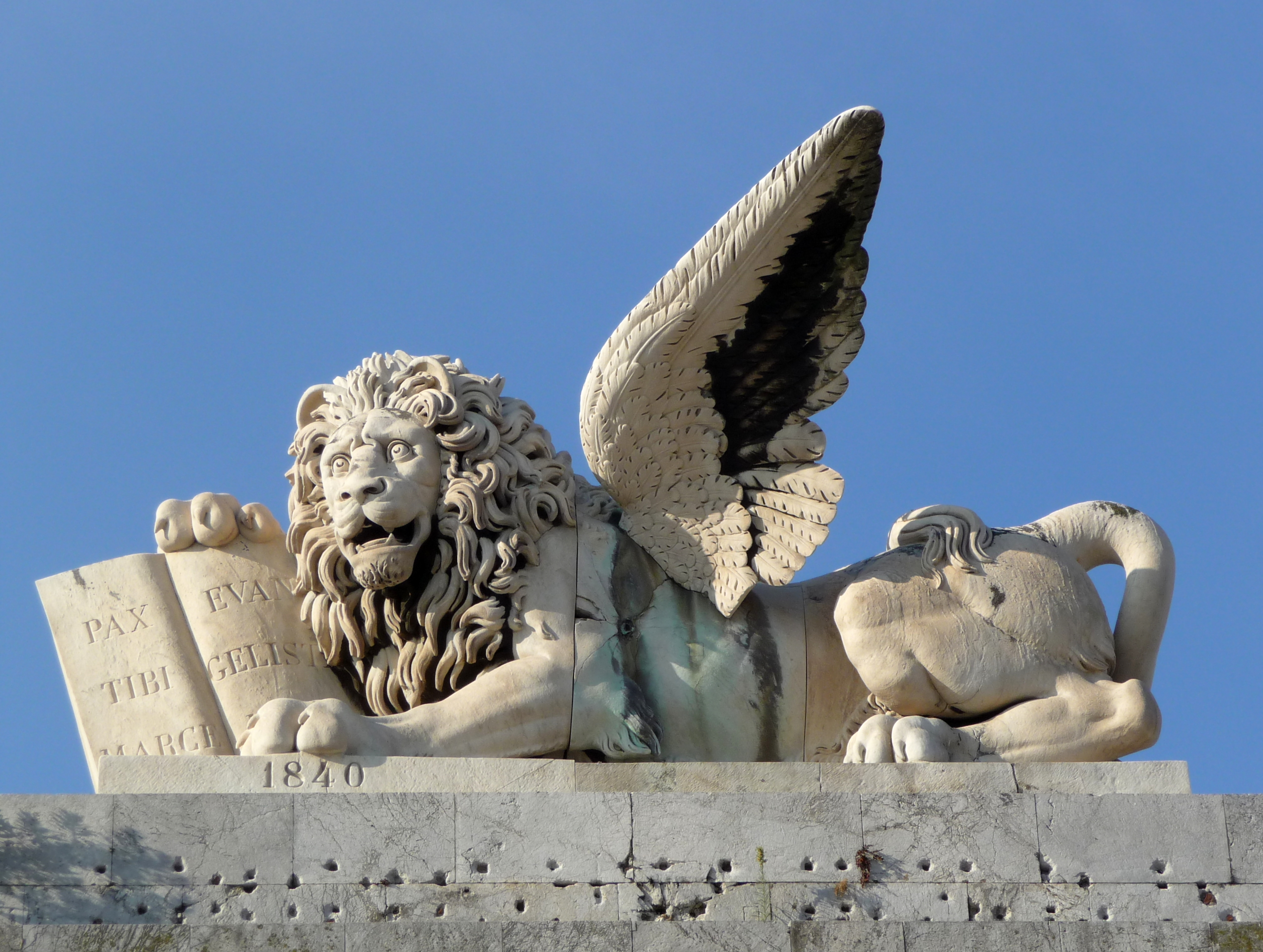
El León de San Marcos, símbolo tradicional de Venecia.

El León de San Marcos (también, León Alado o León Marciano) es la representación simbólica del evangelista San Marcos y posee la forma de un león alado con una aureola o nimbo. Suele representarse con un libro y una espada, sujetos con sus patas delanteras como elementos complementarios.[cita requerida]

## Características
El León de San Marcos ha sido el símbolo tradicional de Venecia, tanto de la antigua República como, en la actualidad, de la ciudad, la provincia homónima y la región del Véneto. Además, lo utilizan numerosos organismos e instituciones civiles y militares de Italia. Fuera de ese país, también puede observarse como elemento central en los escudos de algunas poblaciones. A lo largo de la historia, el León de San Marcos ha aparecido representado en estatuas, monedas, banderas e insignias con mucha frecuencia.[cita requerida]
El león alado figura en el escudo de la bandera utilizada por la marina mercante italiana y en la enseña y el torrotito o bandera de proa de la Armada Italiana. Es el símbolo del Festival Internacional de Cine de Venecia, y la estatuilla del premio entregado en este festival, el León de Oro, lo reproduce.[cita requerida]

## Significado
La representación de San Marcos en forma de león alado es uno de los elementos más conocidos de la iconografía cristiana. Tiene su origen en el texto del Apocalipsis de San Juan (4,7). En este libro, el león es una de las cuatro criaturas que sitúa este libro junto al trono de Dios, dedicándole alabanzas. Las figuras de estas criaturas han sido elegidas como símbolos de los cuatro evangelistas. La figura del león también se asocia con las palabras con las que comienza el Evangelio de San Marcos, una cita atribuida a San Juan Bautista:
	

"El comienzo del Evangelio de Jesucristo, Hijo de Dios".
Como está escrito por el profeta Isaías: "He aquí, yo envío mi mensajero delante de ti, para que te prepare el camino".
(Evangelio según Marcos 1: 1-3)

En la iconografía cristiana, Juan el Bautista es representado portando una piel de camello, y la frase evangélica de la voz que clama en el desierto se ha asociado con un rugido realizado en el desierto. La figura del león también se ha convertido en símbolo del poder de la palabra del evangelista; sus alas representan la elevación espiritual, mientras que la aureola es un símbolo tradicional del Cristianismo, asociado con la santidad.[cita requerida]
Con frecuencia, el libro sostenido por el León de San Marcos se asocia, por error, al Evangelio escrito por este santo. En realidad, en la mayor de las representaciones del león, los símbolos venecianos, aparece escrita en el libro la siguiente expresión  latina: "PAX TIBI MARCE EVANGELISTA MEVS", extraída de la cita "Pax tibi Marce, meus evangelista. Hic requiescet corpus tuum." ("La paz sea contigo Marcos, mi evangelista. Aquí tu cuerpo va a descansar"), tradición veneciana en la que se narra que un ángel anunció al evangelista, cuando se encontraba en la laguna de Venecia, que algún día su cuerpo descansaría y sería venerado allí.

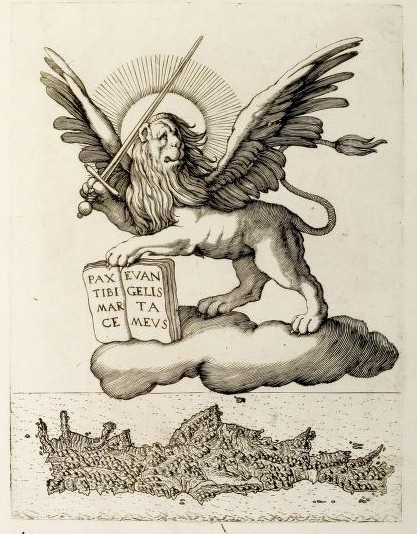
El León de San Marcos en una alegoría de Venecia como protectora del Reino de Candía (Creta), realizada en 1651.

Para la heráldica, el león alado también ha representado la majestad y el poder (sobre todo en aquellas representaciones en las que aparece con su cola alzada). El libro se asocia con la sabiduría y la paz, y la aureola del león, con la piedad religiosa. La espada representa la fuerza militar, pero también es el símbolo de la justicia. Estos elementos reflejan los valores cívicos y religiosos con los que se ha identificado la ciudad de Venecia.[cita requerida]
Existen algunas interpretaciones simbólicas sobre las formas en las que aparecen representados la espada y el libro:
- El libro abierto se considera un símbolo de la soberanía del Estado veneciano;
- El libro cerrado se considera un símbolo del poder delegado y, por tanto, de las magistraturas públicas;
- El libro abierto y la espada colocada en el suelo (no visible) se consideran popularmente un símbolo de la paz, pero esta afirmación no se apoya en ninguna fuente histórica;
- El libro cerrado y la espada levantada se consideran popularmente un símbolo de la guerra, pero esta afirmación no se apoya en ninguna fuente histórica;
- El libro abierto y la espada levantada finalmente se consideran un símbolo de la justicia pública.[2][3]

Estas interpretaciones son cuestionadas, ya que la Serenísima República de Venecia no codificó nunca normas que regularan sus símbolos, por lo que sus representaciones fueron variadas.[cita requerida] Aunque son poco frecuentes, en algunos casos el león aparece representado sin el libro, la espada o la aureola.
No son raros los símbolos venecianos en los que el León de San Marcos aparece apoyando sus patas delanteras en tierra, en donde también aparece representada una ciudad amurallada, y sus patas traseras situadas sobre el agua: en estos casos, se quiere reflejar el equilibrio entre el poder que tuvo el Estado veneciano en tierra (Stato da Tera) y mar (Stato da Mar).

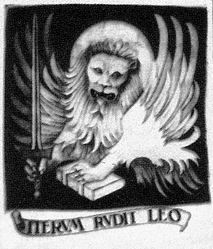
Ejemplo de una representación del León de San Marcos tendido y agazapado.

### Las diferentes versiones del León de San Marcos
El León de San Marcos puede aparecer representado de dos formas diferentes: 
- Pasante,  con su cuerpo completo y de perfil. Fue habitual en enseñas y grandes estatuas, con espacio  suficiente para su plena representación. En la actualidad se emplea en las banderas de la ciudad y de la región del Véneto y en el escudo de esta región.
- Tendido y agazapado, representado de frente con una posición similar a la de un cangrejo. Fue útil para ser utilizada en escudos y sellos porque, dado lo limitado del espacio, se logra que la figura sea más visible cuando éstos no tienen un tamaño muy grande. El león tendido y agazapado figuró en las armas de la República veneciana y, actualmente, se mantiene en los escudos usados por la ciudad de Venecia y la provincia homónima. Estos escudos se diferencian entre sí por su forma y por el timbre heráldico: el bonete que perteneció a los dogos y que había figurado en las armas de la República en el caso de la ciudad,[5] y  una corona abierta decorada con ramas (muy habitual en este tipo de entidades territoriales italianas) en el caso de la provincia de Venecia.[6]

## El León de San Marcos en las banderas venecianas
Es probable que el primer emblema utilizado en la ciudad de Venecia consistiera en una cruz de oro sobre fondo azul, colores utilizados por el Imperio bizantino, al que formalmente pertenecía. Al convertirse San Marcos en patrón de Venecia, después del traslado de su cuerpo, se comenzó a utilizar su figura en estandartes y confalones o gonfalones.[cita requerida]
La utilización del león alado como símbolo de San Marcos aparece documentada por vez primera en 1261, año de la desaparición del Imperio latino. En aquella época Venecia intensificó sus relaciones con Egipto cuyo sultán, Baibars, utilizó un emblema con un león. La presencia veneciana en Egipto fue especialmente destacada en el puerto de Alejandría, la ciudad que tuvo a San Marcos como primer obispo. En este primer periodo, en los símbolos el león aparece tendido y agazapado. A mediados del siglo XIV el León de San Marcos comenzó a aparecer representado en las banderas venecianas con su cuerpo completo, pasante y de perfil, portando el libro y la espada. Durante ese siglo se consolidó su uso como emblema del Estado veneciano.
En el confalón que utilizó la República veneciana, como en su escudo, el león aparecía situado dentro de un campo de azur (fondo azul). En esta enseña, el campo de azur se encontraba rodeado de adornos dorados colocados en una banda roja y cruces. En el extremo del confalón y de la bandera venecianos colgaban seis lenguas que representaban los seis distritos de la ciudad. Actualmente en la bandera de la región del Véneto, prácticamente idéntica, las lenguas han pasado a simbolizar las siete provincias integradas en ella (añadiendo una lengua más). En cada lengua de la bandera de la región del Véneto se ha incorporado el blasón de una de sus siete provincias. 
Los buques de la Armada veneciana utilizaron una variante con todo su fondo rojo ya que este color está asociado desde la época de la Antigua Roma con la fuerza militar. En la actualidad esta variante es utilizada como bandera por la ciudad de Venecia.
En el periodo contemporáneo, el León de San Marcos se incorporó en el cantón de la bandera tricolor italiana que utilizó la efímera República de San Marco, durante las revoluciones de 1848. El León Alado también ha figurado en la banderas de las islas Jónicas (durante el dominio veneciano y los protectorados de Rusia y el otomano), la República Siete Islas Jónicas (1815-1817) y del protectorado británico de los Estados Unidos de Islas Jónicas (1817-1864). En las enseñas utilizadas por la República de las Siete Islas y el protectorado británico, el león aparece situado junto a siete flechas que simbolizan las islas de (Corfú, Cefalonia, Zante, Léucade, Ítaca, Citera y Paxos). Los británicos añadieron, situándola en el cantón, la Bandera de la Unión.

## Galería

### Escultura, pintura y numismática

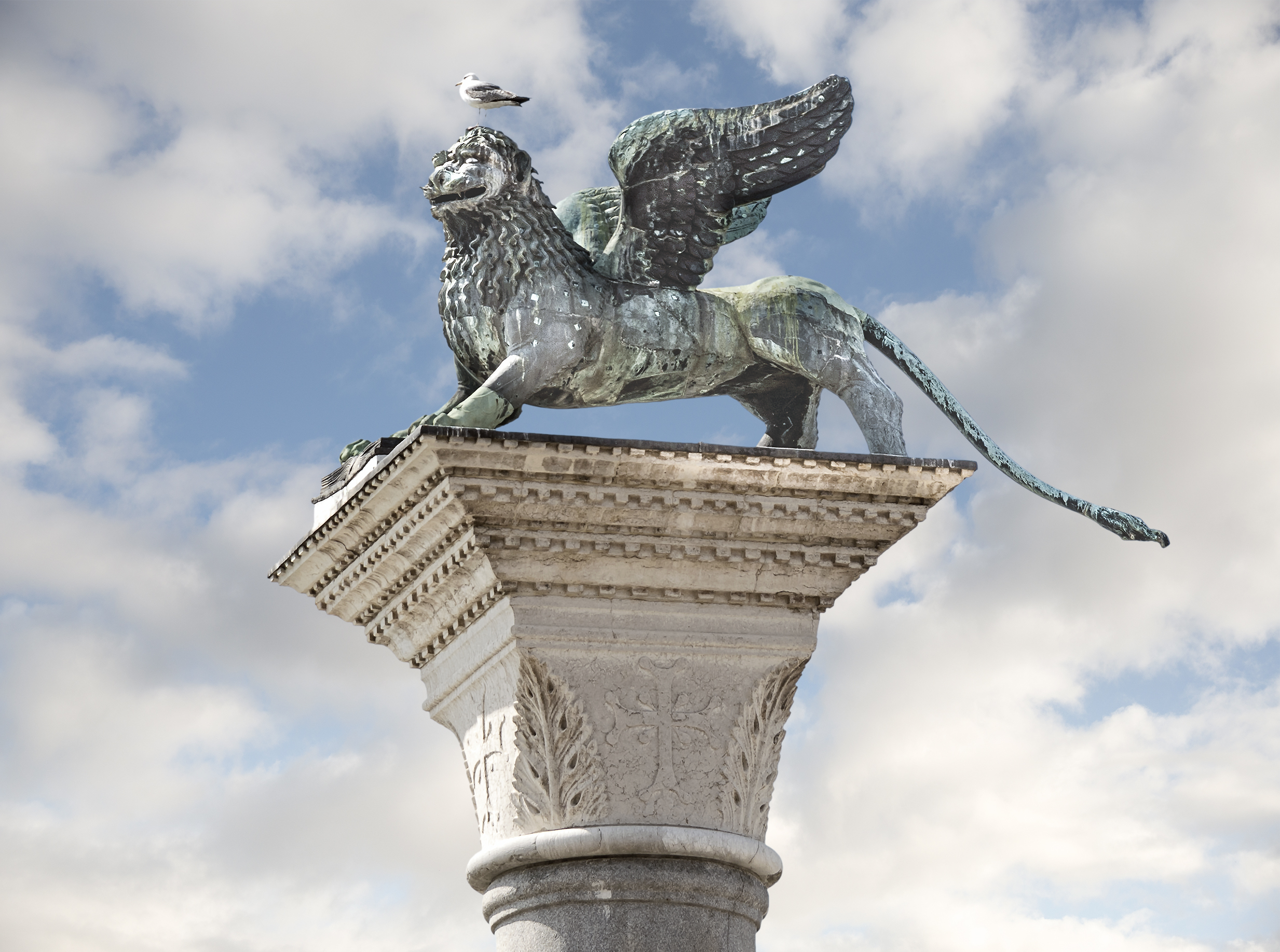
Estatua (león de Venecia) que corona la Columna de San Marcos, Plaza de San Marcos de Venecia.
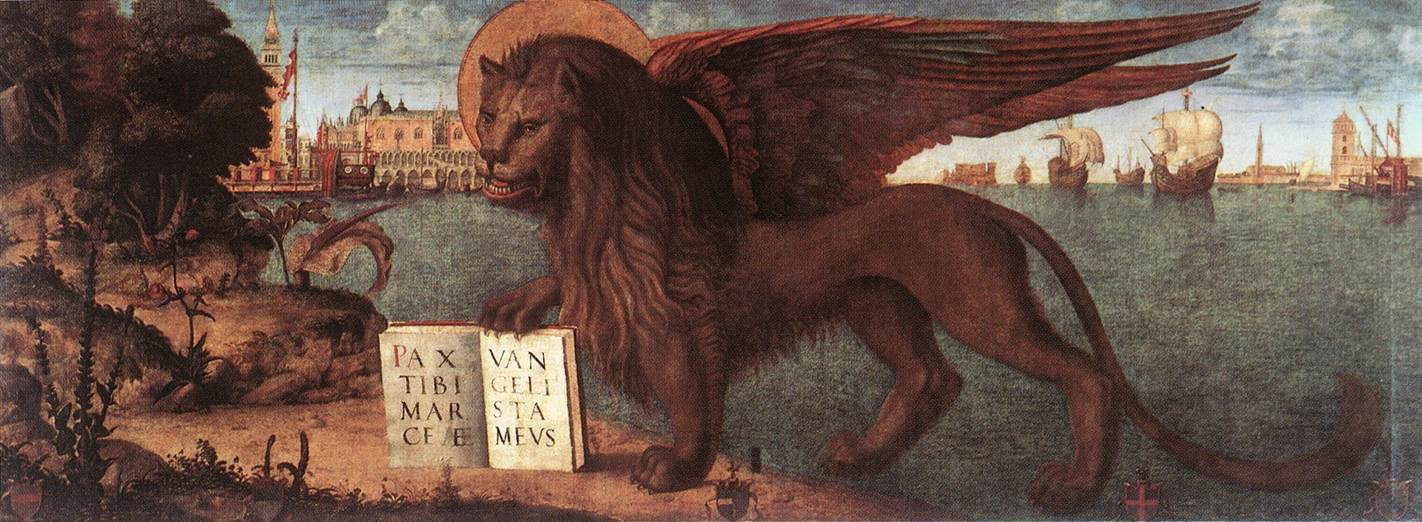
León de San Marcos de Vittore Carpaccio (1516).
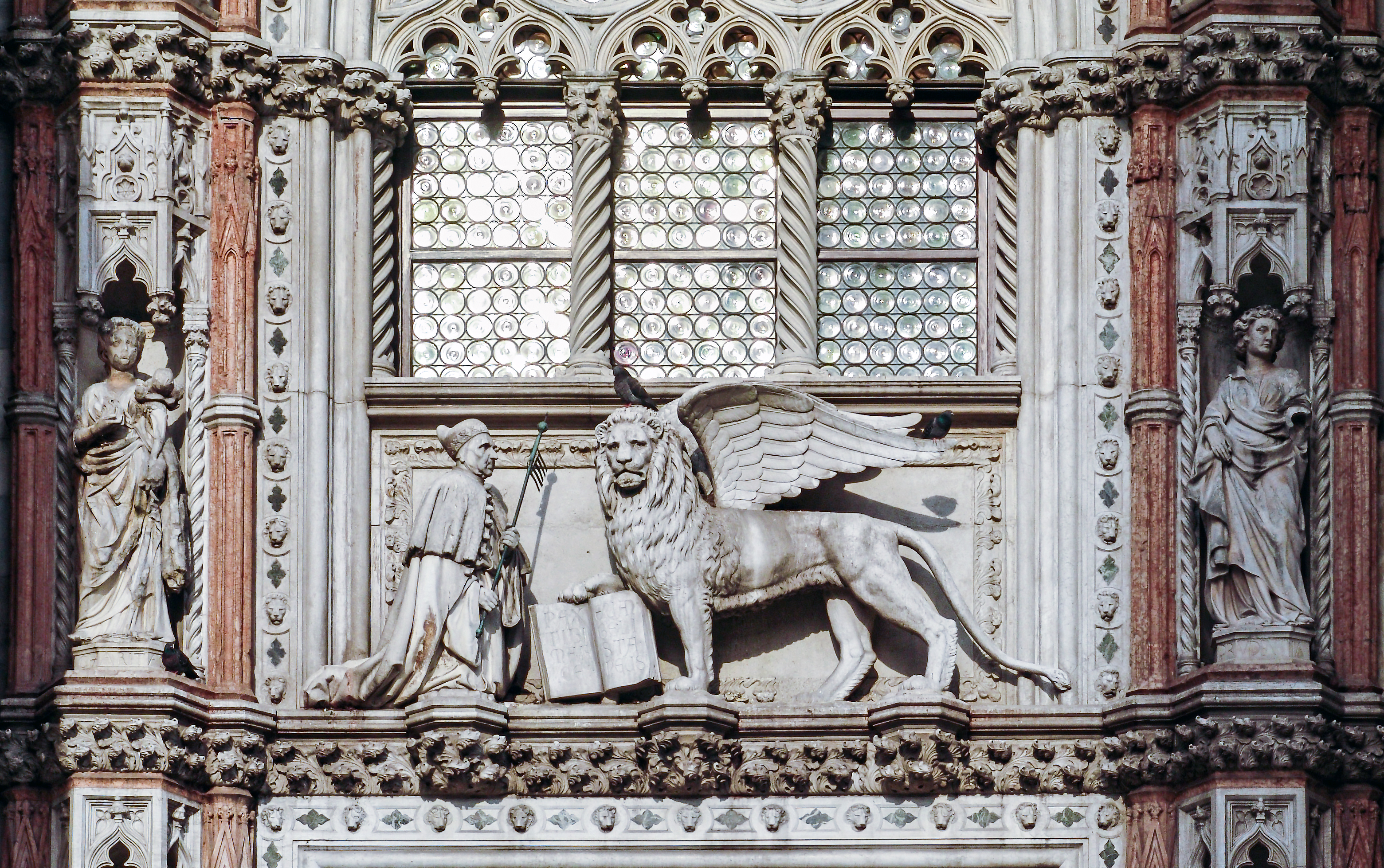
Escultura en la Porta della Carta del Palacio Ducal de Venecia.
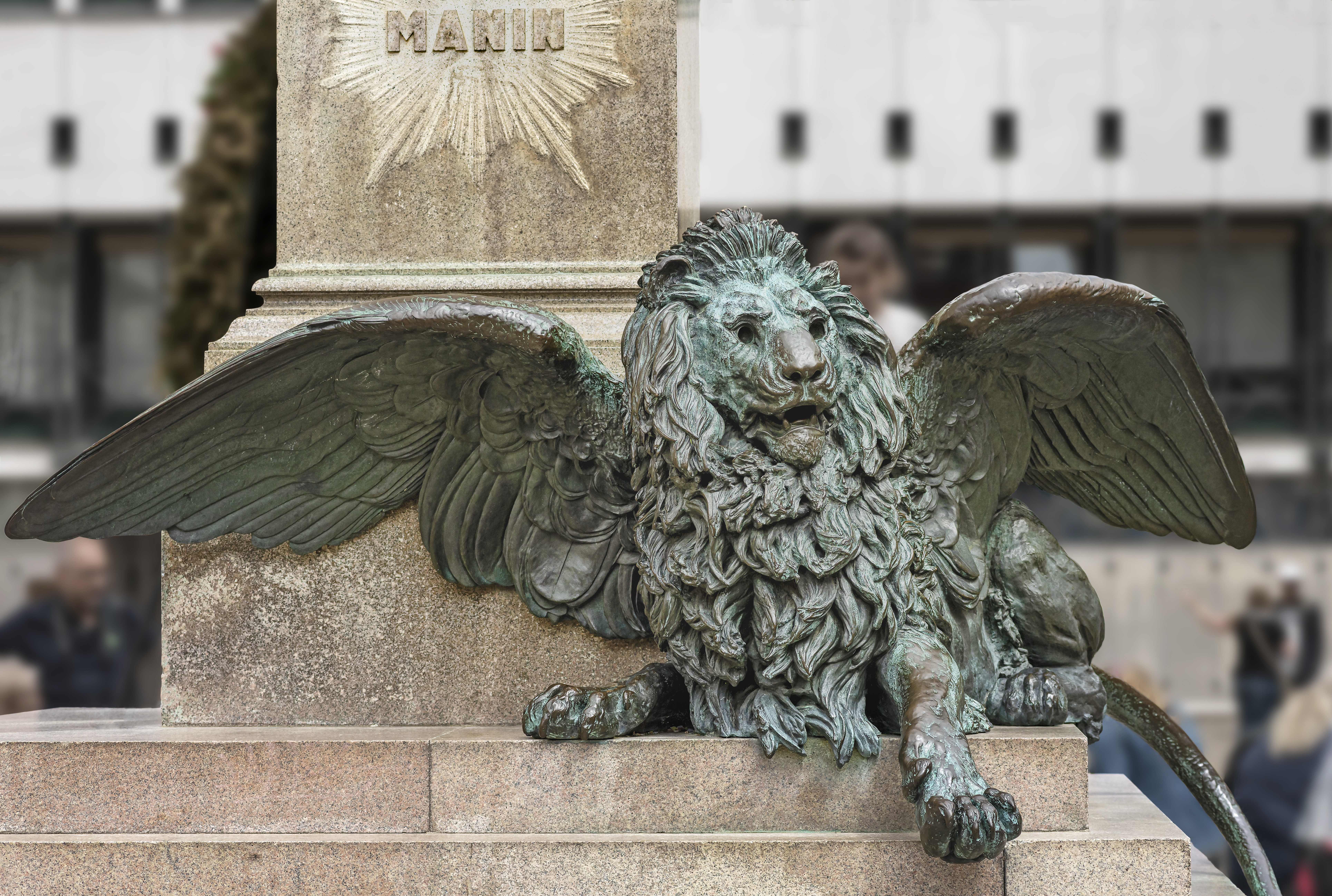
Escultura en el Campo Manin, Venecia.
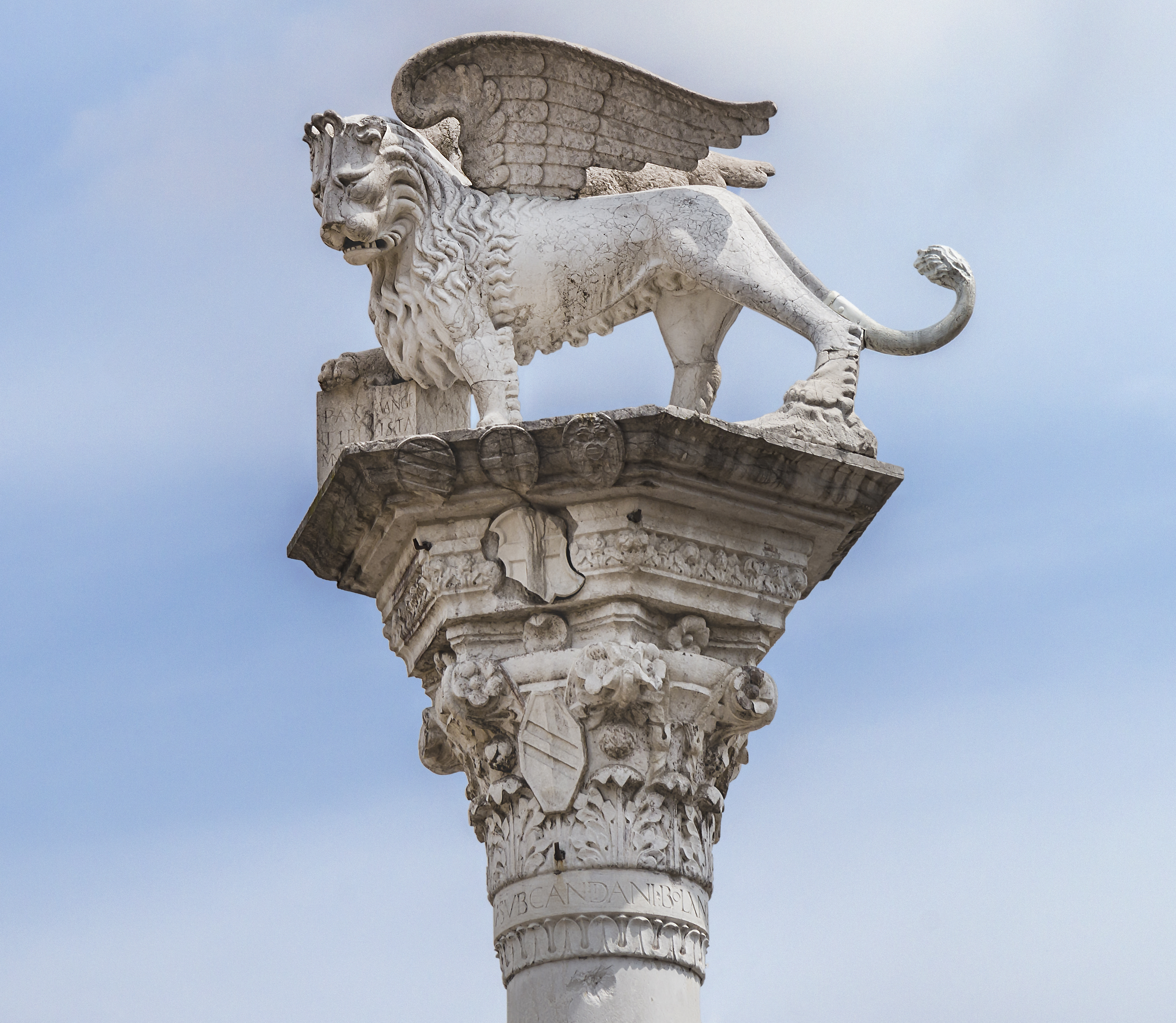
Escultura del León de San Marcos situada en Vicenza (Italia).
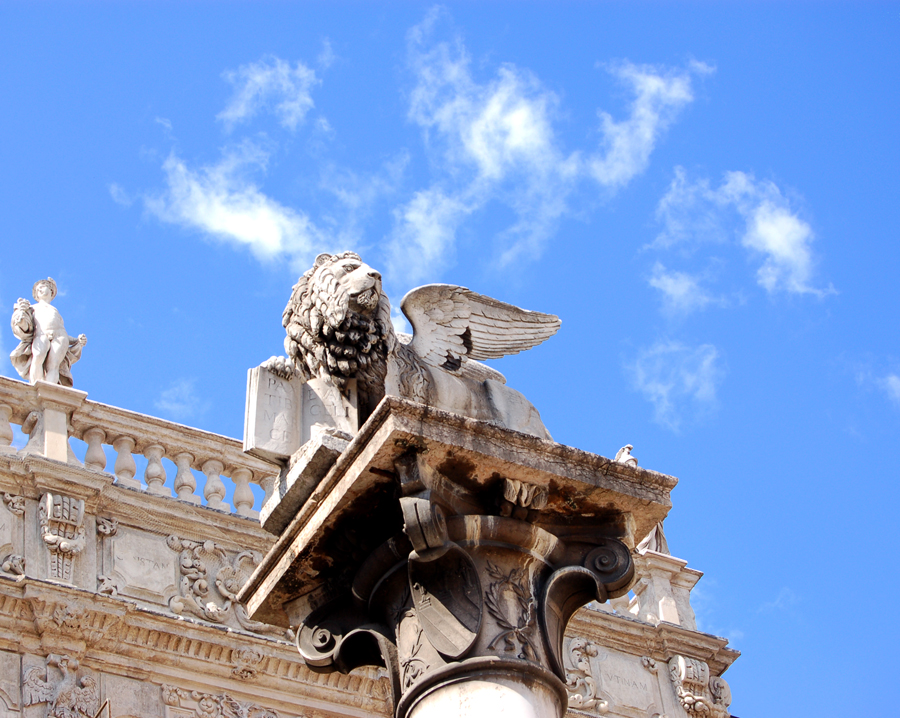
Escultura en la Piazza delle Erbe, Verona (Italia).
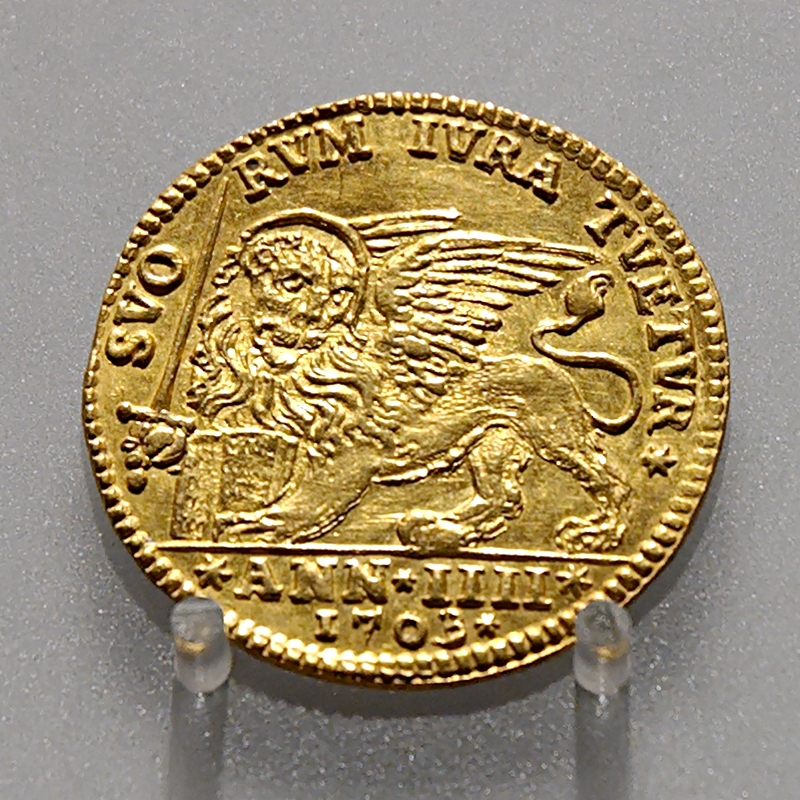
Osella veneziana.
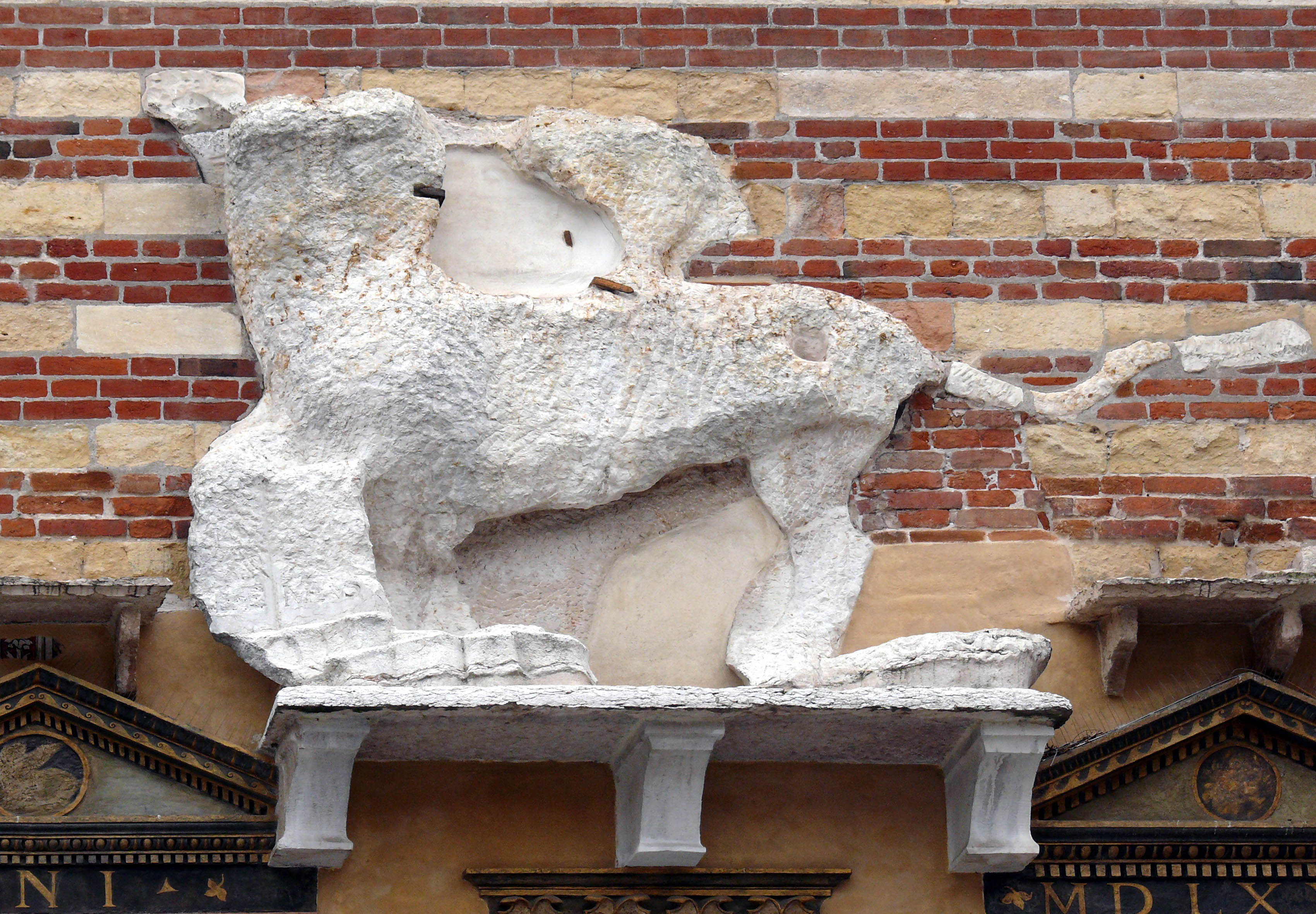
Restos de una escultura conservada en la Piazza dei Signori de Verona.

### Banderas y escudos

Bandera de la Serenisima República de Venecia, versión del león con la espada.
Bandera del protectorado británico de las Islas Jónicas (1817-1864).
Bandera de la República de San Marco (1848-1849).
Bandera de la Marina Mercante Italiana.
Bandera de la Armada Italiana.
Torrotito o bandera de proa, Armada Italiana.
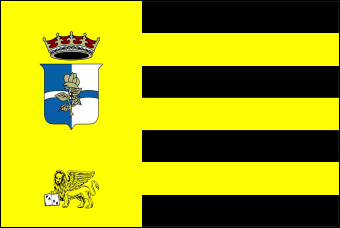
Bandera de Rosà, región del Véneto (Italia).
Escudo de la República Serenísima de Venecia.
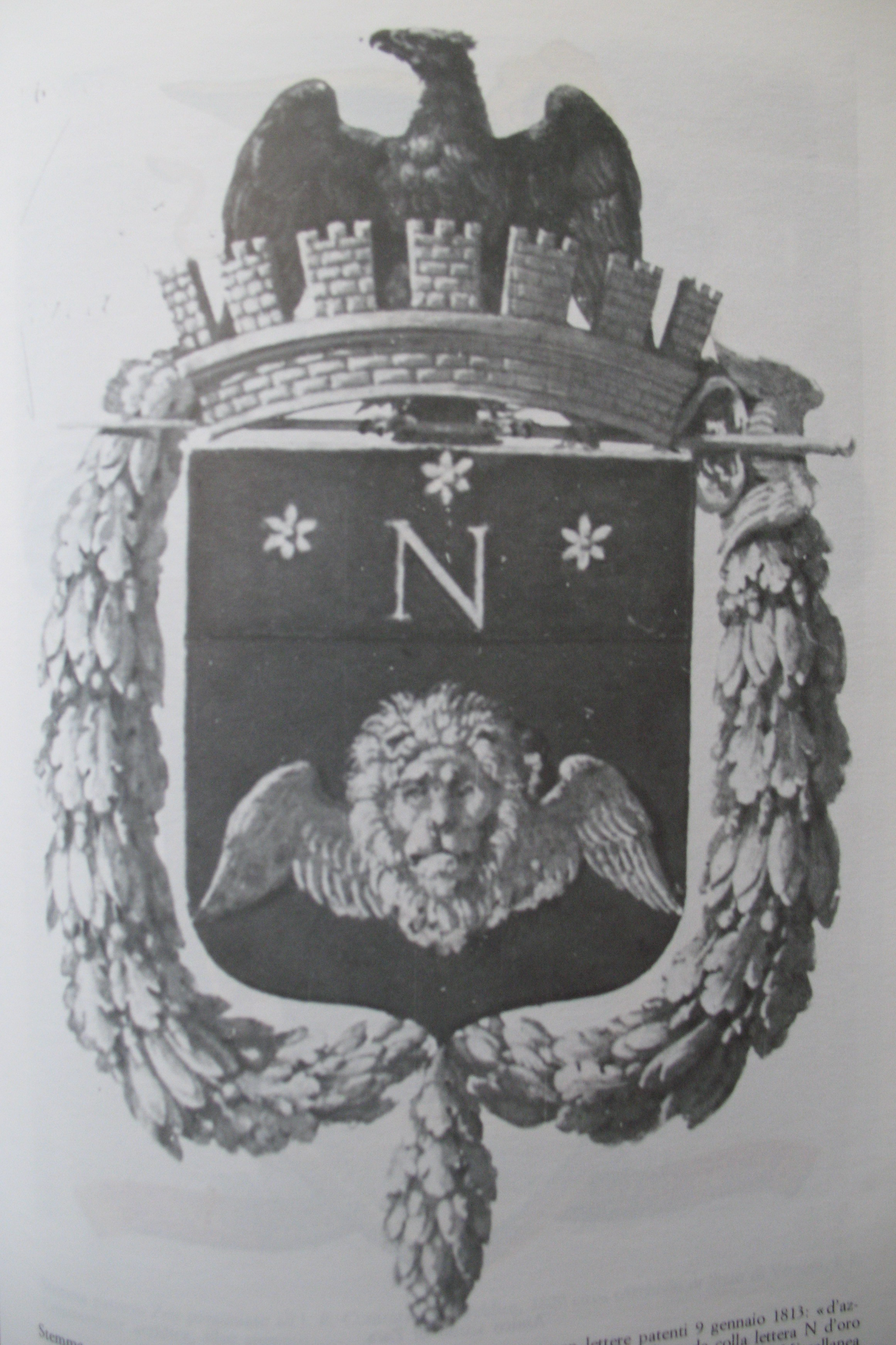
Escudo de Venecia bajo dominio napoleónico.
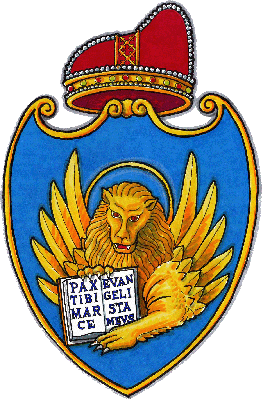
Escudo de la ciudad de Venecia, con el bonete que perteneció a los dogos en el timbre.
Escudo de la Provincia de Venecia, con la corona habitual en Italia para las provincias.
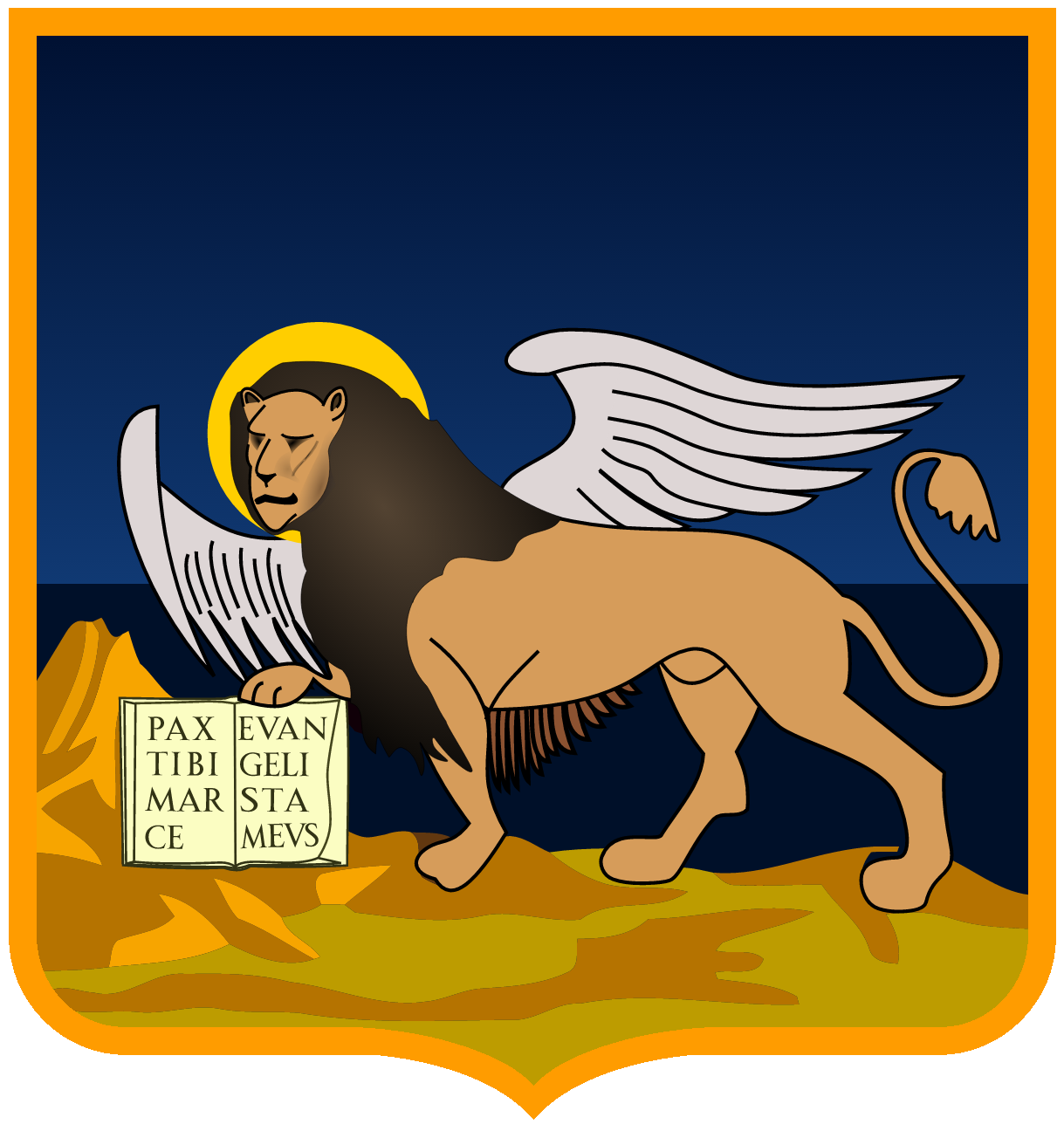
Escudo de la región del Véneto.
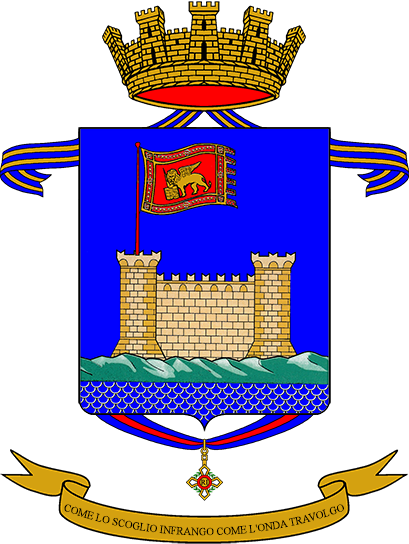
Escudo del Regimiento italiano de la Laguna Serenissima.
Escudo de Marxzell, Baden-Wurtemberg (Alemania).
Escudo de Oberickelsheim, Baviera (Alemania).
Escudo de Wiersdorf, Renania-Palatinado (Alemania).
Escudo de Agulo, Islas Canarias (España).
Escudo de Benimantell, Comunidad Valenciana (España).
Escudo de Pescueza, Extremadura (España).
Escudo de San Martín de la Vega, Madrid (España).
Escudo de Saint-Marc-Jaumegarde  (Francia).
Escudo de la Universidad Nacional Mayor de San Marcos, Lima (Perú).
Escudo de Benetice (República Checa).
Escudo de Heřmanice (República Checa).
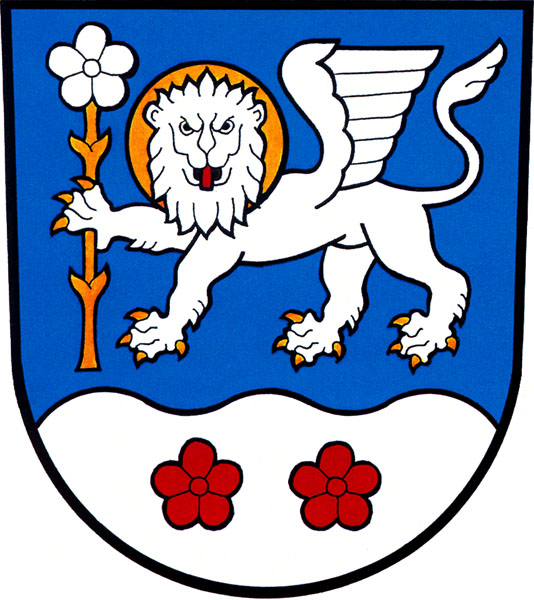
Escudo de Stritez, Distrito Třebíč, (República Checa).
Escudo de Lostallo, Cantón de los Grisones (Suiza).
Escudo de Aguascalientes, Aguascalientes (México).